# Damián Lanza
Damián Enrique Lanza Moyano (Cuenca, 10 aprile 1982) è un ex calciatore ecuadoriano con passaporto italiano, di ruolo portiere.

## Carriera
Nato in Ecuador da padre argentino di origini italiane e da madre ecuadoriana, ha cominciato a giocare a calcio in Argentina, a Buenos Aires. Non riuscendo ad affermarsi tornò nel Paese natale per militare prima nel Deportivo Cuenca (dove segnò anche un gol dalla sua porta), poi nell'Aucas. Nell'estate del 2006 prese parte ai campionato del mondo 2006 come terzo portiere della Nazionale ecuadoriana. Dall'Aucas si trasferì in Europa durante la finestra invernale del calciomercato, in prestito all'Arezzo, squadra di Serie B.
Il 6 aprile 2007 Lanza ha fatto il suo debutto in campionato, in una gara contro il Brescia. La sua seconda presenza in Italia è stata contro il L.R. Vicenza.
Nel settembre 2007 ha firmato un contratto fino al termine della stagione con il Genoa per coprire il ruolo di terzo portiere nella rosa genoana ma non ha mai avuto occasione di esordire in serie A.
Al termine della stagione, essendo svincolato, ha effettuato un provino con i polacchi del Wisła Cracovia. Non essendo stato tesserato dalla squadra polacca, è tornato in patria dove ha continuato ad allenarsi con le squadre nazionali giovanili per mantenere la condizione. Nel maggio 2009, ha iniziato ad allenarsi con l'Emelec con la prospettiva di essere tesserato alla riapertura del calcio mercato.

## Statistiche

### Cronologia presenze e reti in nazionale
| Cronologia completa delle presenze e delle reti in nazionale ― Ecuador | Cronologia completa delle presenze e delle reti in nazionale ― Ecuador | Cronologia completa delle presenze e delle reti in nazionale ― Ecuador | Cronologia completa delle presenze e delle reti in nazionale ― Ecuador | Cronologia completa delle presenze e delle reti in nazionale ― Ecuador | Cronologia completa delle presenze e delle reti in nazionale ― Ecuador | Cronologia completa delle presenze e delle reti in nazionale ― Ecuador | Cronologia completa delle presenze e delle reti in nazionale ― Ecuador |
| Data                                                                   | Città                                                                  | In casa                                                                | Risultato                                                              | Ospiti                                                                 | Competizione                                                           | Reti                                                                   | Note                                                                   |
| ---------------------------------------------------------------------- | ---------------------------------------------------------------------- | ---------------------------------------------------------------------- | ---------------------------------------------------------------------- | ---------------------------------------------------------------------- | ---------------------------------------------------------------------- | ---------------------------------------------------------------------- | ---------------------------------------------------------------------- |
| 13-7-2004                                                              | Piura                                                                  | Messico                                                                | 2 – 1                                                                  | Ecuador                                                                | Coppa America 2004 - 1º turno                                          | -                                                                      | 48’                                                                    |
| 22-10-2004                                                             | Tripoli                                                                | Nigeria                                                                | 2 – 2 (3 – 4 dtr)                                                      | Ecuador                                                                | LG Cup                                                                 | -2                                                                     |                                                                        |
| 27-10-2004                                                             | New York                                                               | Messico                                                                | 2 – 1                                                                  | Ecuador                                                                | Amichevole                                                             | -2                                                                     |                                                                        |
| 29-1-2005                                                              | Babahoyo                                                               | Ecuador                                                                | 2 – 0                                                                  | Panama                                                                 | Amichevole                                                             | -                                                                      |                                                                        |
| 13-11-2005                                                             | Barcellona                                                             | Polonia                                                                | 3 – 0                                                                  | Ecuador                                                                | Amichevole                                                             | -3                                                                     | 57’                                                                    |
| Totale                                                                 |                                                                        | Presenze                                                               | 5                                                                      |                                                                        | Reti                                                                   | -7                                                                     |                                                                        |

## Palmarès

### Club

#### Competizioni nazionali
- Campionato ecuadoriano: 1

Deportivo Cuenca: 2004